# Lithuanian International 2004
Die Lithuanian International 2004 im Badminton fanden vom 11. bis zum 12. September 2004 in Kaunas statt.

## Sieger und Platzierte
| Disziplin    | Gold                              | Silber                                 | Bronze                                |
| ------------ | --------------------------------- | -------------------------------------- | ------------------------------------- |
| Herreneinzel | Rafał Hawel                       | Petr Koukal                            | Ville Lång                            |
| Herreneinzel | Rafał Hawel                       | Petr Koukal                            | Markus Heikkinen                      |
| Dameneinzel  | Kati Tolmoff                      | Ugnė Urbonaitė                         | Louise Thastrup                       |
| Dameneinzel  | Kati Tolmoff                      | Ugnė Urbonaitė                         | Akvilė Stapušaitytė                   |
| Herrendoppel | Bruce Topping Mark Topping        | Brian Smyth Scott Evans                | Indrek Küüts Meelis Maiste            |
| Herrendoppel | Bruce Topping Mark Topping        | Brian Smyth Scott Evans                | Tomas Dovydaitis Donatas Narvilas     |
| Damendoppel  | Kristina Dovidaitytė Kati Tolmoff | Ugnė Urbonaitė Akvilė Stapušaitytė     | Louise Thastrup Karen Wurtz           |
| Damendoppel  | Kristina Dovidaitytė Kati Tolmoff | Ugnė Urbonaitė Akvilė Stapušaitytė     | Piret Hamer Helen Reino               |
| Mixed        | Petr Koukal Martina Benešová      | Stanislav Kohoutek Akvilė Stapušaitytė | Tomas Dovydaitis Kristina Dovidaitytė |
| Mixed        | Petr Koukal Martina Benešová      | Stanislav Kohoutek Akvilė Stapušaitytė | Kęstutis Navickas Ugnė Urbonaitė      |